# Robert Namias
Pour les articles homonymes, voir Namias.
Ne doit pas être confondu avec Robert Namia.
 (novembre 2011).
Si vous disposez d'ouvrages ou d'articles de référence ou si vous connaissez des sites web de qualité traitant du thème abordé ici, merci de compléter l'article en donnant les références utiles à sa vérifiabilité et en les liant à la section « Notes et références ».
Robert Namias est un journaliste et écrivain français né le 29 avril 1944 dans le 9e arrondissement de Paris.

## Biographie

### Famille
Robert Namias est le petit-fils d'un marchand de tissus  de Salonique arrivé en France en 1914.
Il a deux enfants d'un premier mariage avec Nicole Halimi :
- Fabien Namias (né en 1972), journaliste politique, directeur général de BFM TV
- Nicolas Namias (né en 1976), homme d'affaires, promotion 2004 de l'ENA, président du groupe bancaire BPCE.

En secondes noces, le 13 août 1993, il épouse la productrice de télévision Anne Barrère, rencontrée en 1983.

### Études
Titulaire d'une licence de lettres et d'un diplôme d'études supérieures en philosophie obtenue à l'université Paris 1 Panthéon-Sorbonne, il se passionne pour les cours de Vladimir Jankélévitch, Jean Wahl, Raymond Aron et Georges Gurvitch.

### Carrière
Après avoir enseigné la philosophie, il obtient un poste en 1968 à RTL comme rédacteur et reporter. En 1969, il rejoint Europe 1 comme chroniqueur. Il devient, l'année suivante, présentateur de journaux, puis intègre le service politique en 1971. De 1978 à 1982, il est chef du service société et rédacteur en chef.
En 1984, Robert Namias quitte Europe 1 et devient journaliste pour un programme médical et une émission politique (Face à la 3) sur FR3.
En parallèle, de 1983 à 1987, il fonde avec Alexandre Marcellin (via le concours d'une filiale d'Europe N.1), la radio parisienne 95,2 FM. De nombreux journalistes et animateurs ont débuté où se sont fait connaître sur cette station qui a été l’une des trois radios leaders des années 80 : Pascale  Clark, Annie Lemoine, Yolaine de La Bigne, Philippe Lefevre, Nagui, Laurent Boyer, Philippe Cohen-Solal notamment. En 1986, il commence sa collaboration avec TF1. Il y est d'abord journaliste pour l'émission Médecines à la une, avant de devenir coproducteur de Santé à la une jusqu'en 1994. En 1987, il entre officiellement à TF1 un mois après la privatisation de la chaîne. Il assure d’abord  la rédaction en chef d’Une première qu’il présente  de mai 1988 à juin 1989. Il rejoint la rédaction de TF1 en 1990 comme chef du service économie, vie moderne, arts et spectacles. Rédacteur en chef du journal télévisé de 20 heures (1991-1996) et directeur adjoint de la rédaction. Il est promu directeur de la rédaction fin 1992.
Il dirigera la rédaction de la première chaîne pendant 16 ans, détenant ainsi un record jamais égalé depuis. En juin 1996, il cumule la direction de l’information avec celle de la rédaction. De juin 1989 à 1995, il présente les soirées électorales et de nombreuses émissions spéciales.
En 1994, il assume également la présidence de la commission interministérielle consacrée à la vitesse et à la sécurité routière qui donne lieu à un rapport publié en décembre 1994. Il devient en avril 2003 président du conseil national de la sécurité routière (CNSR). Renouvelé en 2006, il met un terme à ses fonctions en 2008.
Le 2 avril 2005, il est nommé directeur général adjoint chargé de l'information de TF1.
Il quitte la direction de l'information de TF1 le 13 juin 2008, à l'âge de 64 ans. Il sera remplacé par Jean-Claude Dassier, directeur général de LCI. Il quitte ainsi la chaine au moment où Patrick Poivre d'Arvor est évincé de la présentation du 20 Heures de TF1.
En octobre 2008, il rejoint Publicis Groupe en qualité de conseiller du président et vice-président de Publicis Consultants. Il démissionne de Publicis en décembre 2010. Il s'est associé avec la chaine d'information continue i>Télé pour créer une nouvelle radio d'infos en septembre 2009 qui est diffusée avec les moyens techniques de Goom Radio. Il a été également éditorialiste sur i>Télé en 2009 et 2010. Et participe à la matinale de LCP de 2010 à 2015.
En mars 2011, il prend la direction de l'hebdomadaire politique L'Hémicycle. Journal d'actualité, L'Hémicycle est un hebdomadaire de débat ouvert à tous les courants politiques. Pour relancer ce journal, il fait appel à de nombreuses grandes signatures : Michèle Cotta, Bruno Jeudy, Éric Fottorino, François Clemenceau, Brice Teinturier, Nathalie Segaunes y collaborent chaque semaine. De 2009 à 2019, il intervient dans l’émission Les grandes voix sur Europe 1.
Robert Namias a animé un cycle de conférences à l'université de Montréal. Il a été en outre professeur au CFJ de 1976 à 1983 et vice-président de cette école de journalisme pendant 4 ans.
Le 7 novembre 2014, il est nommé président du directoire et directeur des rédactions du groupe Nice-Matin. Son mandat et implication au sein de Nice-Matin connaît son terme en septembre 2015.

## Publications
- Vitesse et Sécurité routière (essai), éd. Documentation française, 1995.
- Fake News (avec Michèle Cotta) (roman), éd. Robert Laffont, 2019, 342 p.  (ISBN 978-2-221-22142-6) éd J’ai lu, 2020
- Le Brun et le Rouge (avec Michèle Cotta) (roman) , éd. Robert Laffont, 2020, 396p.  (ISBN 978-2-221-24321-3) éd J’ai lu, 2021
- Mortelles Comédies (roman), éd. de l'Observatoire, 2022, 320p.  (ISBN 979-10-329-2076-3)[4]éd J’ai lu, 2023
- L’affaire Chanteclerc (roman), éd. de l’Observatoire, 2024, 336p.  (ISBN 979-10-329-2889-9)

## Distinctions
- Commandeur de la Légion d'honneur
- Officier de l'ordre national du Mérite
- Commandeur de l'ordre des Arts et des Lettres